# Egito nos Jogos Paralímpicos de Verão de 1972
Egito participou dos Jogos Paralímpicos de Verão de 1972, que foram realizados na cidade de Heidelberga, na então Alemanha Ocidental (1949–1990), entre os dias 2 e 11 de agosto de 1972. O país, que enviou apenas um atleta, fez sua estreia paralímpica nesta edição.